# Honda L700
Honda L700/L800 — универсал, производившийся с 1965 по 1967 год японской компанией Honda.

## L700
L700, впервые представленный в октябре 1965 года, оснащён рядным четырёхцилиндровым двигателем с двумя карбюраторами и клапанным механизмом DOHC объёмом 687 см3, мощностью 39 кВт (52 л. с.). Коробка передач — четырёхступенчатая механическая. Передняя подвеска — Макферсон, а задняя — рессорная.
Всего было выпущено две модификации: LA700 и LM700. В ноябре 1965 года была представлена пикап-версия, получившая название P700. Она имела открытый грузовой отсек и стандартную кабину.
Всего было выпущено 12763 модели L700 и 1328 моделей P700. Грузоподъёмность составляла 400 кг.

## L800
L800, впервые представленный в 1966 году на Токийском автосалоне, оснащён двигателем с одним карбюратором объёмом 791 см3, мощностью 43 кВт (58 л. с.). Как и L700, L800 выпускался в комплектациях LA и LM. К 1967 году было произведено около 12500 экземпляров. Префикс «L» является отсылкой к слову «lorry», что в переводе с британского английского языка означает «грузовик». Всего было выпущено 22445 моделей, 7275 из которых — L800, а 1079 — P800.

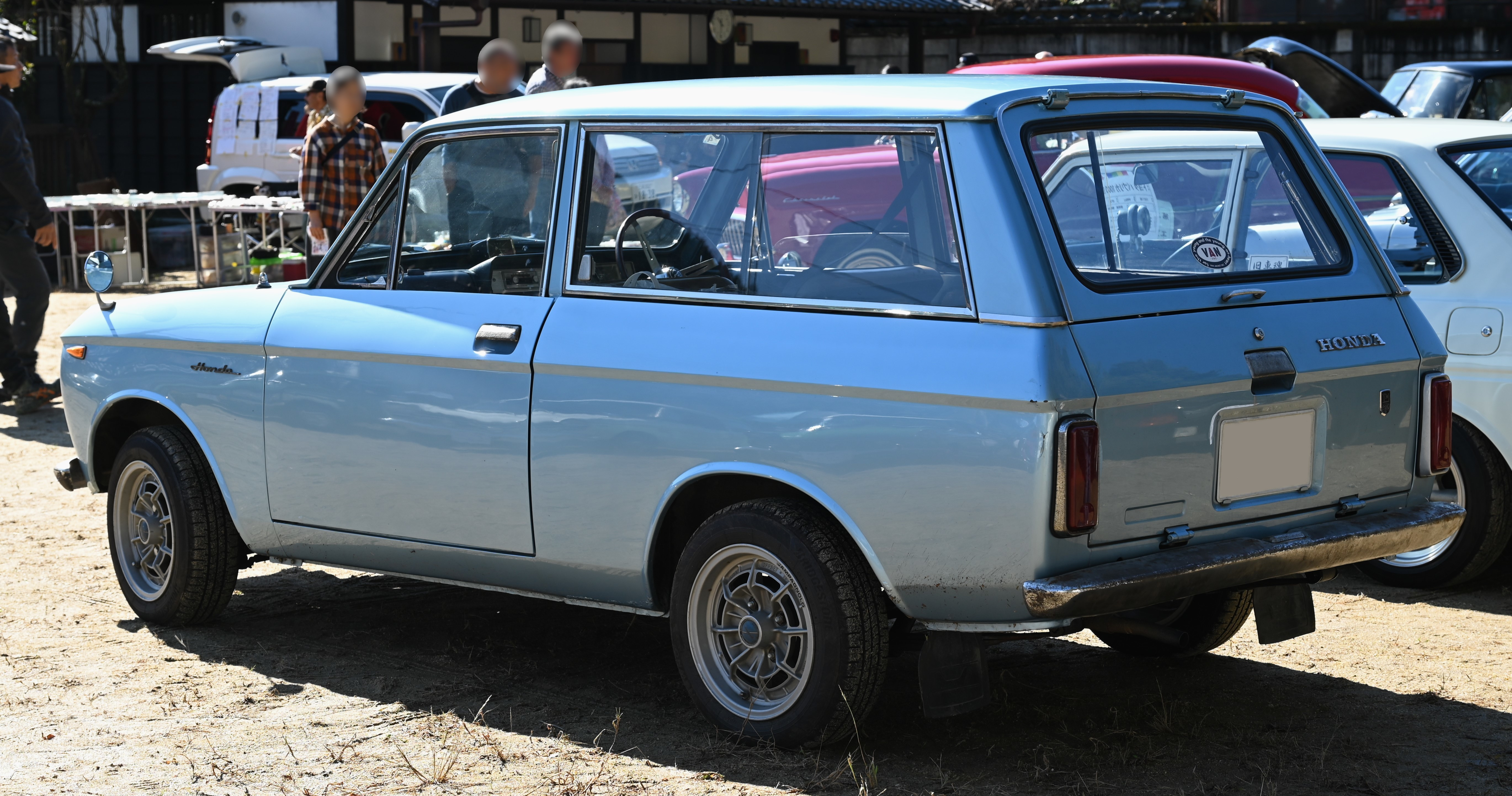
1966 Honda LM800
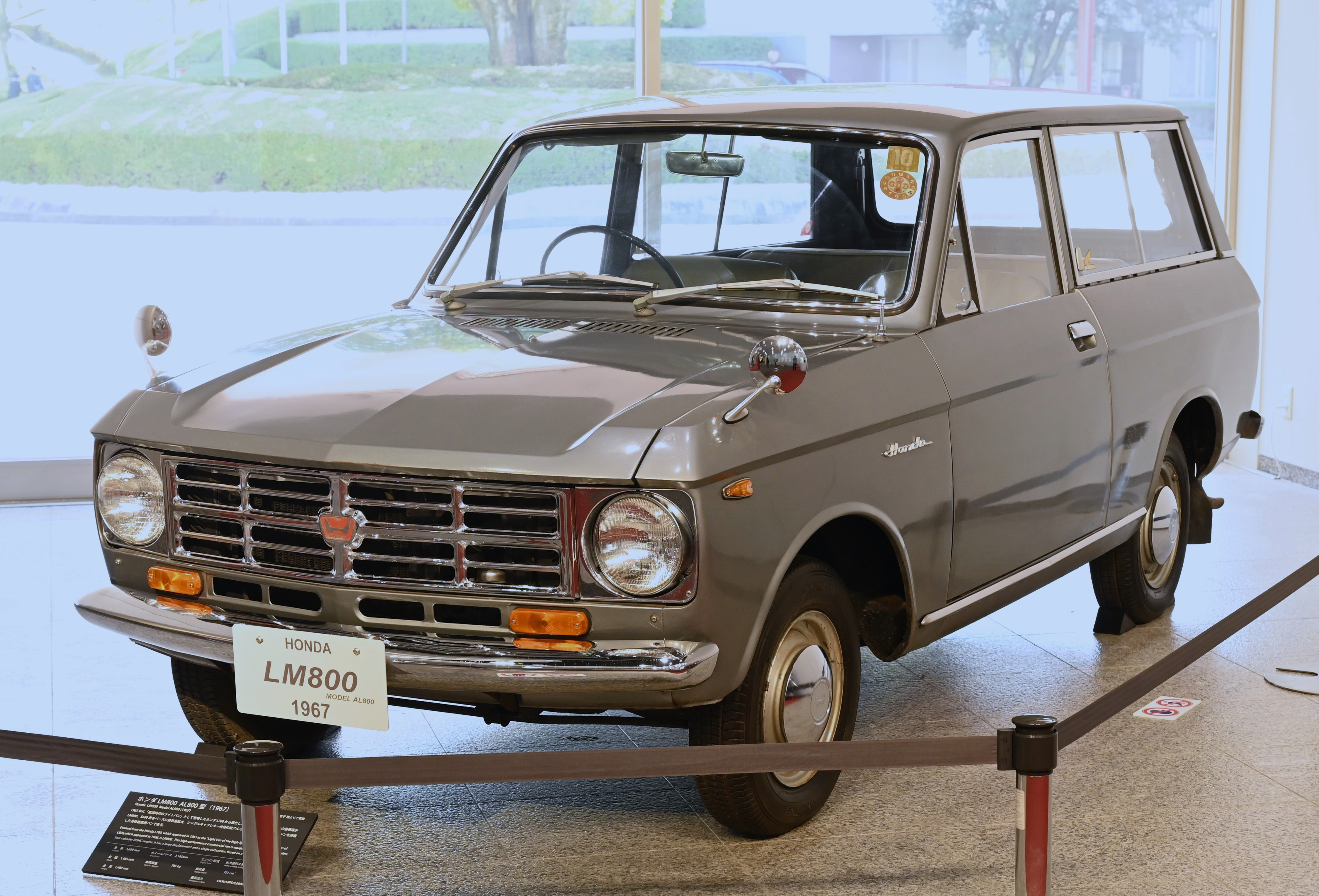
1967 Honda LM800